# Беларусь на летних Олимпийских играх 2016

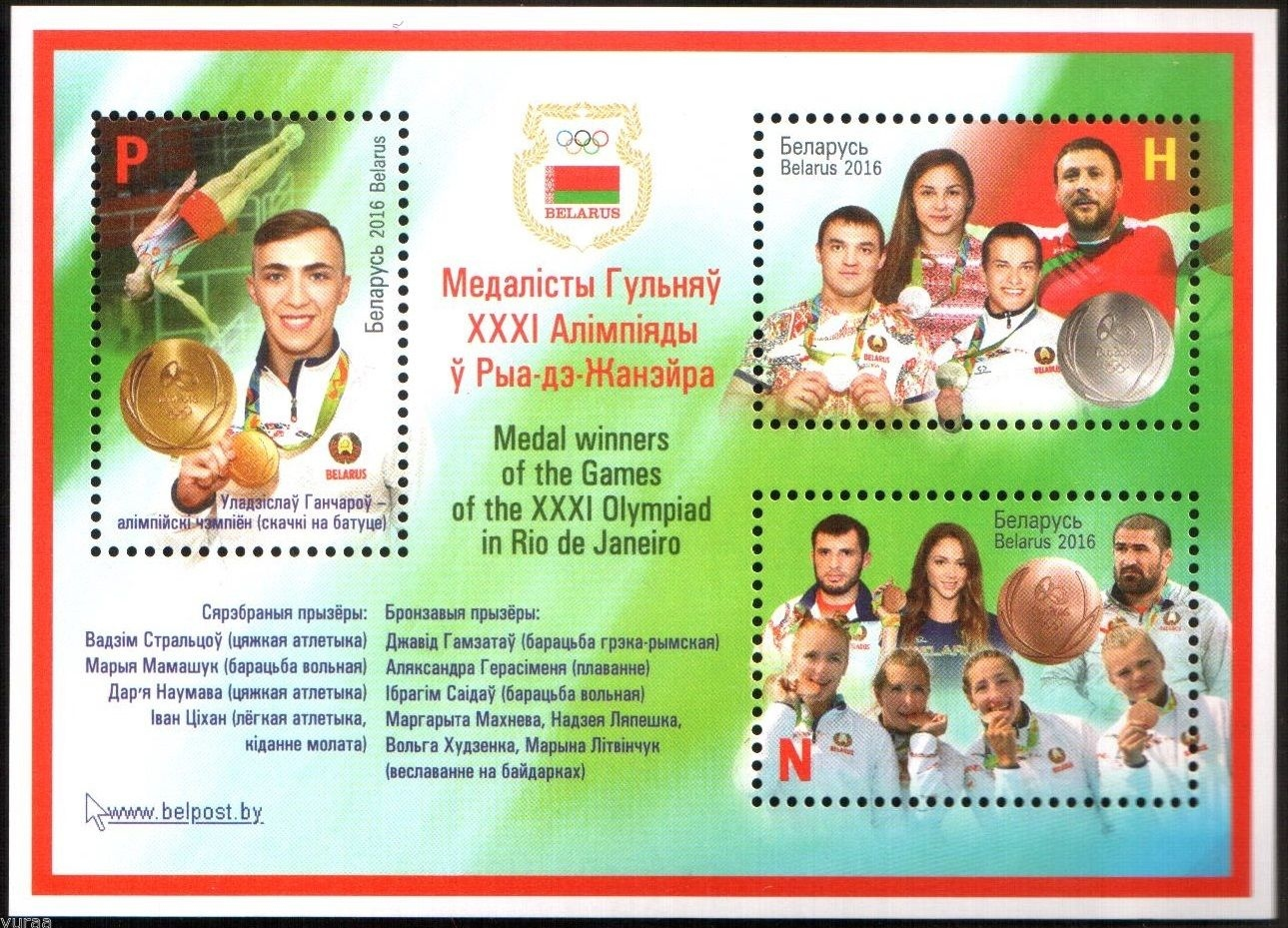
Почтовый блок «Медалисты Игр XXXI Олимпиады в Рио-де-Жанейро»

Белоруссия на летних Олимпийских играх 2016 года была представлена 124 спортсменами в 19 видах спорта. Впервые в истории своих выступлений на Олимпийских играх Белоруссия представлена в соревнованиях по тхэквондо. 12 июля 2016 года на церемонии проводов белорусской делегации на Игры в Рио-де-Жанейро было объявлено, что знаменосцем во время открытия Олимпийских игр будет олимпийский чемпион 2012 года стрелок Сергей Мартынов, однако за несколько дней до начала Игр Мартынова заменили на велогонщика Василий Кириенко, поскольку МОК принял решение, что знаменосцами своих стран должны быть действующие спортсмены. На церемонии закрытия флаг Белоруссии было доверено нести Ивану Тихону, ставшему серебряным призёром в метании молота. По итогам соревнований на счету белорусских спортсменов было 1 золотая, 4 серебряные и 4 бронзовые медали, что позволило сборной Белоруссии занять 40-е место в неофициальном медальном зачёте.

## Медали
| Золото  |                                                                  |                                                         |            |
| №       | Спортсмены                                                       | Вид спорта (дисциплина)                                 | Дата       |
| 1       | Владислав Гончаров                                               | Прыжки на батуте (мужчины)                              | 13 августа |
| Серебро |                                                                  |                                                         |            |
| №       | Спортсмены                                                       | Вид спорта (дисциплина)                                 | Дата       |
| 1       | Дарья Наумова                                                    | Тяжёлая атлетика (до 75 кг, женщины)                    | 12 августа |
| 2       | Вадим Стрельцов                                                  | Тяжёлая атлетика (до 94 кг, мужчины)                    | 13 августа |
| 3       | Мария Мамашук                                                    | Борьба (вольная, до 63 кг, женщины)                     | 18 августа |
| 4       | Иван Тихон                                                       | Лёгкая атлетика (метание молота, мужчины)               | 19 августа |
| Бронза  |                                                                  |                                                         |            |
| №       | Спортсмены                                                       | Вид спорта (дисциплина)                                 | Дата       |
| 1       | Александра Герасименя                                            | Плавание (50 метров вольным стилем, женщины)            | 13 августа |
| 2       | Джавид Гамзатов                                                  | Борьба (греко-римская, до 85 кг, мужчины)               | 15 августа |
| 3       | Ибрагим Саидов                                                   | Борьба (вольная, до 125 кг, мужчины)                    | 20 августа |
| 4       | Маргарита Махнёва Надежда Лепешко Ольга Худенко Марина Литвинчук | Гребля на байдарках и каноэ (K-4, 1000 метров, женщины) | 20 августа |

## Состав сборной
Состав сборной Белоруссии на Играх в Рио-де-Жанейро состоял из 124 спортсменов, которые приняли участие в 19 видах спорта. Олимпийскую делегацию возглавил первый заместитель министра спорта и туризма Белоруссии Александр Гагиев. Его заместителем стал начальник отдела внешних связей и организации международных спортивных мероприятий НОК Василий Юрчик. Капитаном сборной был избран велогонщик Василий Кириенко.
 Академическая гребля
1. Вадим Лялин
2. Денис Мигаль
3. Игорь Пашевич
4. Николай Шарлап
5. Станислав Щербаченя
6. Юлия Бичик
7. Екатерина Карстен
8. Татьяна Кухта
9. Инна Никулина
10. Елена Фурман

 Баскетбол
1. Анастасия Веремеенко
2. Ольга Зюзькова
3. Елена Левченко
4. Татьяна Лихтарович
5. Мария Попова
6. Юлия Рытикова
7. Екатерина Снытина
8. Александра Тарасова
9. Татьяна Троина
10. Наталья Трофимова
11. Мария Филончик
12. Линдсей Хардинг

 Бокс
1. Дмитрий Асанов
2. Михаил Долголевец
3. Павел Костромин

 Борьба
Вольная борьба
1. Асадулла Лачинов
2. Омаргаджи Магомедов
3. Ибрагим Саидов
4. Мария Мамошук
5. Василиса Марзалюк

Греко-римская борьба
1. Джавид Гамзатов
2. Сослан Дауров
3. Тимофей Дейниченко

Велоспорт
 Шоссейный велоспорт
1. Василий Кириенко
2. Константин Сивцов
3. Алёна Омелюсик

 Трековый велоспорт
1. Татьяна Шаракова

Гребля на байдарках и каноэ
 Гребля на гладкой воде
1. Надежда Лепешко
2. Марина Литвинчук
3. Маргарита Махнёва
4. Ольга Худенко

 Дзюдо
1. Дмитрий Шершань
2. Дарья Скрыпник

 Лёгкая атлетика
1. Артём Бондаренко
2. Павел Борейша
3. Константин Боричевский
4. Сергей Коломоец
5. Александр Ляхович
6. Дмитрий Набоков
7. Максим Нестеренко
8. Дмитрий Плотницкий
9. Владислав Прямов
10. Степан Роговцев
11. Денис Симанович
12. Иван Тихон
13. Иван Троцкий
14. Андрей Чурило
15. Елена Абрамчук
16. Марина Арзамасова
17. Екатерина Беланович
18. Ирина Васьковская
19. Наталья Вяткина
20. Марина Доманцевич
21. Алёна Дубицкая
22. Анастасия Иванова
23. Татьяна Корж
24. Юлия Король
25. Светлана Куделич
26. Юлия Леонтюк
27. Анна Малыщик
28. Ольга Мазурёнок
29. Екатерина Поплавская
30. Анастасия Пузакова
31. Елена Соболева
32. Ольга Сударева
33. Алина Талай
34. Татьяна Холодович
35. Ирина Яколцевич
36. Анастасия Яцевич

 Настольный теннис
1. Владимир Самсонов
2. Виктория Павлович
3. Александра Привалова

 Парусный спорт
1. Никита Циркун
2. Татьяна Дроздовская

 Плавание
1. Павел Санкович
2. Виктор Стаселович
3. Никита Цмыг
4. Евгений Цуркин
5. Александра Герасименя
6. Юлия Хитрая

 Прыжки в воду
1. Вадим Каптур
2. Евгений Королёв

 Прыжки на батуте
1. Владислав Гончаров
2. Анна Горченок
3. Татьяна Петреня

 Синхронное плавание
1. Вероника Есипович
2. Ирина Лимановская

 Современное пятиборье
1. Анастасия Прокопенко

 Спортивная гимнастика
1. Андрей Лиховицкий
2. Кайла Диксон

 Стрельба
1. Виталий Бубнович
2. Илья Чергейко
3. Юрий Щербацевич
4. Виктория Чайка

 Стрельба из лука
1. Антон Прилепов

 Теннис
1. Александр Бурый
2. Максим Мирный

 Тхэквондо
1. Арман-Маршалл Силла

 Тяжёлая атлетика
1. Пётр Асаёнок
2. Александр Берсанов
3. Вадим Стрельцов
4. Павел Ходасевич
5. Станислав Чадович
6. Анастасия Михаленко
7. Дарья Наумова
8. Дарья Почобут

 Фехтование
1. Александр Буйкевич

 Художественная гимнастика
1. Екатерина Галкина
2. Мелитина Станюта
3. Квота 3
4. Квота 4
5. Квота 5
6. Квота 6
7. Квота 7

## Результаты соревнований

### Академическая гребля
Сборная Белоруссии сделала шаг вперёд по сравнению с Играми в Лондоне, где она была представлена всего лишь пятью гребцами в двух дисциплинах. Четыре олимпийские лицензии были завоёваны по итогам чемпионата мира 2015 года, при этом белорусские гребцы ни разу не смогли попасть там в число призёров. Лучшим результатом в олимпийских дисциплинах для них стало 7-е место в мужской одиночке, завоёванное Станиславом Щербаченей. Пятую лицензию заработала одиночница Екатерина Карстен на квалификационной регате в Люцерне, для которой Игры-2016 стали седьмыми подряд в карьере.
Мужчины
| Соревнование | Спортсмены                                            | Предварительный заезд | Предварительный заезд | Предварительный заезд | Отборочный заезд | Отборочный заезд | Отборочный заезд | Четвертьфинал | Четвертьфинал | Четвертьфинал | Полуфинал     | Полуфинал     | Полуфинал     | Финал   | Финал   | Итоговое место |
| Соревнование | Спортсмены                                            | Заезд                 | Время                 | Место                 | Заезд            | Время            | Место            | Заезд         | Время         | Место         | Заезд         | Время         | Место         | Время   | Место   | Итоговое место |
| ------------ | ----------------------------------------------------- | --------------------- | --------------------- | --------------------- | ---------------- | ---------------- | ---------------- | ------------- | ------------- | ------------- | ------------- | ------------- | ------------- | ------- | ------- | -------------- |
| одиночки     | Станислав Щербаченя                                   | 4                     | 7:11,49               | 2 Q                   | не участвовал    | не участвовал    | не участвовал    | 2             | 6:55,19       | 3 Q           | Полуфинал A/B | Полуфинал A/B | Полуфинал A/B | Финал A | Финал A | 5              |
| одиночки     | Станислав Щербаченя                                   | 4                     | 7:11,49               | 2 Q                   | не участвовал    | не участвовал    | не участвовал    | 2             | 6:55,19       | 3 Q           | 2             | 7:06,69       | 2 Q           | 6:48,78 | 5       | 5              |
| четвёрки     | Вадим Лялин Денис Мигаль Игорь Пашевич Николай Шарлап | 2                     | 6:02,93               | 4                     | 1                | 6:36,50          | 2 Q              | не проводится | не проводится | не проводится | 2             | 6:22,46       | 4             | Финал B | Финал B | 9              |
| четвёрки     | Вадим Лялин Денис Мигаль Игорь Пашевич Николай Шарлап | 2                     | 6:02,93               | 4                     | 1                | 6:36,50          | 2 Q              | не проводится | не проводится | не проводится | 2             | 6:22,46       | 4             | 6:00,57 | 3       | 9              |

Женщины
| Соревнование  | Спортсмены                 | Предварительный заезд | Предварительный заезд | Предварительный заезд | Отборочный заезд | Отборочный заезд | Отборочный заезд | Четвертьфинал | Четвертьфинал | Четвертьфинал | Полуфинал      | Полуфинал      | Полуфинал      | Финал   | Финал   | Итоговое место |
| Соревнование  | Спортсмены                 | Заезд                 | Время                 | Место                 | Заезд            | Время            | Место            | Заезд         | Время         | Место         | Заезд          | Время          | Место          | Время   | Место   | Итоговое место |
| ------------- | -------------------------- | --------------------- | --------------------- | --------------------- | ---------------- | ---------------- | ---------------- | ------------- | ------------- | ------------- | -------------- | -------------- | -------------- | ------- | ------- | -------------- |
| одиночки      | Екатерина Карстен          | 6                     | 8:21,21               | 2 Q                   | не участвовала   | не участвовала   | не участвовала   | 4             | 7:28,03       | 3 Q           | Полуфинал A/B  | Полуфинал A/B  | Полуфинал A/B  | Финал B | Финал B | 8              |
| одиночки      | Екатерина Карстен          | 6                     | 8:21,21               | 2 Q                   | не участвовала   | не участвовала   | не участвовала   | 4             | 7:28,03       | 3 Q           | 2              | 7:48,89        | 5 QB           | 7:25,03 | 2       | 8              |
| двойки        | Елена Фурман Инна Никулина | 2                     | 7:35,23               | 5                     | 1                | 8:07,16          | 6 QC             | не проводится | не проводится | не проводится | не участвовали | не участвовали | не участвовали | Финал С | Финал С | 15             |
| двойки        | Елена Фурман Инна Никулина | 2                     | 7:35,23               | 5                     | 1                | 8:07,16          | 6 QC             | не проводится | не проводится | не проводится | не участвовали | не участвовали | не участвовали | 8:32,54 | 3       | 15             |
| двойки парные | Юлия Бичик Татьяна Кухта   | 2                     | 7:27,22               | 3 Q                   | не участвовали   | не участвовали   | не участвовали   | не проводится | не проводится | не проводится | 2              | 6:57,64        | 5              | Финал B | Финал B | 8              |
| двойки парные | Юлия Бичик Татьяна Кухта   | 2                     | 7:27,22               | 3 Q                   | не участвовали   | не участвовали   | не участвовали   | не проводится | не проводится | не проводится | 2              | 6:57,64        | 5              | 7:40,48 | 2       | 8              |

### Баскетбол

#### Женщины
Женская сборная Белоруссии квалифицировалась на Игры по итогам олимпийского квалификационного турнира.
Состав
| Номер     | Позиция   | Имя                  | Дата рождения   | Рост, см  | Клуб            |
| Защитники | Защитники | Защитники            | Защитники       | Защитники | Защитники       |
| --------- | --------- | -------------------- | --------------- | --------- | --------------- |
| 5         | РЗ        | Александра Тарасова  | 23 июня 1988    | 170       | Вассербург 1880 |
| 8         | АЗ        | Татьяна Лихтарович   | 29 марта 1988   | 170       | Мишкольц        |
| 9         | РЗ        | Ольга Зюзькова       | 14 июня 1983    | 171       | Цмоки-Минск     |
| 12        | 3         | Линдсей Хардинг      | 12 июня 1984    | 173       | Финикс Меркури  |
| 41        | АЗ        | Юлия Рытикова        | 8 сентября 1986 | 180       | Горизонт        |
| Форварды  |           |                      |                 |           |                 |
| 4         | Ф         | Мария Попова         | 13 июля 1994    | 189       | Галатасарай     |
| 6         | ЛФ        | Екатерина Снытина    | 2 сентября 1985 | 188       | Хатай           |
| 13        | Ф         | Татьяна Троина       | 30 июня 1981    | 188       | Гдыня           |
| 14        | Ф         | Наталья Трофимова    | 16 июня 1979    | 184       | Горизонт        |
| 14        | ТФ        | Мария Филончик       | 10 января 1992  | 189       | Олимпия Гродно  |
| Центровые |           |                      |                 |           |                 |
| 10        | Ц         | Анастасия Веремеенко | 10 июля 1987    | 192       | Фенербахче      |
| 11        | Ц         | Елена Левченко       | 30 апреля 1983  | 195       | Якин Догу       |

| Имя                | Гражданство | Дата рождения   |
| ------------------ | ----------- | --------------- |
| Анатолий Буяльский | Белоруссия  | 15 декабря 1959 |

Результаты
Групповой этап (Группа A)
| Место | Команда   | И | В | П | ОЗ  | ОП  | +/- | Очки |
| ----- | --------- | - | - | - | --- | --- | --- | ---- |
| 1     | Австралия | 5 | 5 | 0 | 400 | 345 | +55 | 10   |
| 2     | Франция   | 5 | 3 | 2 | 344 | 343 | +1  | 8    |
| 3     | Турция    | 5 | 3 | 2 | 324 | 325 | -1  | 8    |
| 4     | Япония    | 5 | 3 | 2 | 386 | 378 | +8  | 8    |
| 5     | Беларусь  | 5 | 1 | 4 | 347 | 361 | -14 | 6    |
| 6     | Бразилия  | 5 | 0 | 5 | 335 | 384 | -49 | 5    |

| 6 августа 2016 19:45 UTC−3 | Протокол | Беларусь                   | 73:77    | Япония      | Молодёжная Арена, Рио-де-Жанейро Зрителей: 2586 Судьи: Дамир Явор Шахеназ Баусетта Хаун Интае |
| 6 августа 2016 19:45 UTC−3 | Протокол | 21:26, 19:15, 20:19, 13:17 |          |             | Молодёжная Арена, Рио-де-Жанейро Зрителей: 2586 Судьи: Дамир Явор Шахеназ Баусетта Хаун Интае |
| 6 августа 2016 19:45 UTC−3 | Протокол | Левченко 15                | Очки     | Курихара 20 | Молодёжная Арена, Рио-де-Жанейро Зрителей: 2586 Судьи: Дамир Явор Шахеназ Баусетта Хаун Интае |
| 6 августа 2016 19:45 UTC−3 | Протокол | Веремеенко 10              | Подборы  | Ёсида 9     | Молодёжная Арена, Рио-де-Жанейро Зрителей: 2586 Судьи: Дамир Явор Шахеназ Баусетта Хаун Интае |
| 6 августа 2016 19:45 UTC−3 | Протокол | Хардинг 5                  | Передачи | Ёсида 8     | Молодёжная Арена, Рио-де-Жанейро Зрителей: 2586 Судьи: Дамир Явор Шахеназ Баусетта Хаун Интае |

| 7 августа 2016 19:45 UTC−3 | Протокол | Франция                    | 73:72    | Беларусь      | Молодёжная Арена, Рио-де-Жанейро Зрителей: 2075 Судьи: Фердинанд Паскуаль Воан Мейберри Чжу Дуань |
| 7 августа 2016 19:45 UTC−3 | Протокол | 14:22, 20:20, 18:11, 21:19 |          |               | Молодёжная Арена, Рио-де-Жанейро Зрителей: 2075 Судьи: Фердинанд Паскуаль Воан Мейберри Чжу Дуань |
| 7 августа 2016 19:45 UTC−3 | Протокол | Эпупа 16                   | Очки     | Лихтарович 16 | Молодёжная Арена, Рио-де-Жанейро Зрителей: 2075 Судьи: Фердинанд Паскуаль Воан Мейберри Чжу Дуань |
| 7 августа 2016 19:45 UTC−3 | Протокол | Мишель 8                   | Подборы  | Левченко 13   | Молодёжная Арена, Рио-де-Жанейро Зрителей: 2075 Судьи: Фердинанд Паскуаль Воан Мейберри Чжу Дуань |
| 7 августа 2016 19:45 UTC−3 | Протокол | Эпупа 5                    | Передачи | Хардинг 8     | Молодёжная Арена, Рио-де-Жанейро Зрителей: 2075 Судьи: Фердинанд Паскуаль Воан Мейберри Чжу Дуань |

| 9 августа 2016 15:30 UTC−3 | Протокол | Бразилия                   | 63:65    | Беларусь                  | Молодёжная Арена, Рио-де-Жанейро Зрителей: 2075 Судьи: Сретен Радович Наталия Куэльо Куэльо Леандро Лескано |
| 9 августа 2016 15:30 UTC−3 | Протокол | 28:16, 12:19, 10:15, 13:15 |          |                           | Молодёжная Арена, Рио-де-Жанейро Зрителей: 2075 Судьи: Сретен Радович Наталия Куэльо Куэльо Леандро Лескано |
| 9 августа 2016 15:30 UTC−3 | Протокол | Дантас 23                  | Очки     | Татьяна Троина 18         | Молодёжная Арена, Рио-де-Жанейро Зрителей: 2075 Судьи: Сретен Радович Наталия Куэльо Куэльо Леандро Лескано |
| 9 августа 2016 15:30 UTC−3 | Протокол | дос Сантос 11              | Подборы  | Веремеенко, Левченко по 6 | Молодёжная Арена, Рио-де-Жанейро Зрителей: 2075 Судьи: Сретен Радович Наталия Куэльо Куэльо Леандро Лескано |
| 9 августа 2016 15:30 UTC−3 | Протокол | Пинто 4                    | Передачи | Хардинг 6                 | Молодёжная Арена, Рио-де-Жанейро Зрителей: 2075 Судьи: Сретен Радович Наталия Куэльо Куэльо Леандро Лескано |

| 11 августа 2016 12:15 UTC−3 | Протокол | Беларусь                   | 71:74    | Турция     | Молодёжная Арена, Рио-де-Жанейро Зрителей: 1784 Судьи: Карлос Перуга Хванг Ин-та Карлос Джулио |
| 11 августа 2016 12:15 UTC−3 | Протокол | 19:13, 14:20, 21:24, 17:17 |          |            | Молодёжная Арена, Рио-де-Жанейро Зрителей: 1784 Судьи: Карлос Перуга Хванг Ин-та Карлос Джулио |
| 11 августа 2016 12:15 UTC−3 | Протокол | Хардинг 17                 | Очки     | 26 Илмаз   | Молодёжная Арена, Рио-де-Жанейро Зрителей: 1784 Судьи: Карлос Перуга Хванг Ин-та Карлос Джулио |
| 11 августа 2016 12:15 UTC−3 | Протокол | Левченко 10                | Подборы  | 11 Сандерс | Молодёжная Арена, Рио-де-Жанейро Зрителей: 1784 Судьи: Карлос Перуга Хванг Ин-та Карлос Джулио |
| 11 августа 2016 12:15 UTC−3 | Протокол | Веремеенко 7               | Передачи | 7 Вардарли | Молодёжная Арена, Рио-де-Жанейро Зрителей: 1784 Судьи: Карлос Перуга Хванг Ин-та Карлос Джулио |

| 13 августа 2016 12:15 UTC−3 | Протокол | Австралия                 | 74:66    | Беларусь               | Молодёжная Арена, Рио-де-Жанейро Зрителей: 3081 Судьи: Карен Ласик Дуань Чжу Надеге Зузу |
| 13 августа 2016 12:15 UTC−3 | Протокол | 22:25, 14:14, 16:20, 22:7 |          |                        | Молодёжная Арена, Рио-де-Жанейро Зрителей: 3081 Судьи: Карен Ласик Дуань Чжу Надеге Зузу |
| 13 августа 2016 12:15 UTC−3 | Протокол | Кэмбидж 17                | Очки     | 16 Хардинг             | Молодёжная Арена, Рио-де-Жанейро Зрителей: 3081 Судьи: Карен Ласик Дуань Чжу Надеге Зузу |
| 13 августа 2016 12:15 UTC−3 | Протокол | Кэмбидж 9                 | Подборы  | 7 Левченко             | Молодёжная Арена, Рио-де-Жанейро Зрителей: 3081 Судьи: Карен Ласик Дуань Чжу Надеге Зузу |
| 13 августа 2016 12:15 UTC−3 | Протокол | Левей 6                   | Передачи | 4 Лихтарович, Левченко | Молодёжная Арена, Рио-де-Жанейро Зрителей: 3081 Судьи: Карен Ласик Дуань Чжу Надеге Зузу |

### Бокс
Квоты, завоёванные спортсменами являются именными. Если от одной страны путёвки на Игры завоюют два и более спортсмена, то право выбора боксёра предоставляется национальному Олимпийскому комитету. Соревнования по боксу проходят по системе плей-офф. Для победы в олимпийском турнире боксёру необходимо одержать либо четыре, либо пять побед в зависимости от жеребьёвки соревнований. Оба спортсмена, проигравшие в полуфинальных поединках, становятся обладателями бронзовых наград.
Первую олимпийскую лицензию для Белоруссии завоевал Дмитрий Асанов, ставший бронзовым призёром чемпионата мира 2015 года, а также победивший в дополнительном матче боксёра из Индии Шиву Тапа.
Мужчины
| Категория | Спортсмены         | Первый раунд            | Второй раунд                | Четвертьфинал        | Полуфинал            | Финал                | Место                |
| Категория | Спортсмены         | Соперник Результат      | Соперник Результат          | Соперник Результат   | Соперник Результат   | Соперник Результат   | Место                |
| --------- | ------------------ | ----------------------- | --------------------------- | -------------------- | -------------------- | -------------------- | -------------------- |
| до 56 кг  | Дмитрий Асанов (5) | DOMЭ. Гарсия В 2:1      | MGLЭ. Цэндбаатар П 1:2      | завершил выступление | завершил выступление | завершил выступление | завершил выступление |
| до 69 кг  | Павел Костромин    | THAС. Ади П 1:2         | завершил выступление        | завершил выступление | завершил выступление | завершил выступление | завершил выступление |
| до 81 кг  | Михаил Долголевец  | ITAВ. Манфредониа В 2:1 | KAZА. Ниязымбетов (2) П 0:3 | завершил выступление | завершил выступление | завершил выступление | завершил выступление |

### Борьба
В соревнованиях по борьбе, как и на предыдущих трёх Играх, будет разыгрываться 18 комплектов наград. По 6 у мужчин в вольной и греко-римской борьбе и 6 у женщин в вольной борьбе. Турнир пройдёт по олимпийской системе с выбыванием. В утешительный раунд попадают участники, проигравшие в своих поединках будущим финалистам соревнований. Каждый поединок состоит из двух раундов по 3 минуты, победителем становится спортсмен, набравший большее количество технических очков. По окончании схватки, в зависимости от результатов спортсменам начисляются классификационные очки.
По итогам чемпионата мира 2015 года белорусские борцы смогли завоевать две олимпийские лицензии. Их заработали Сослан Дауров и Василиса Марзалюк, пробившиеся в число 6-ти сильнейших спортсменов в своей весовой категории, при этом Василиса стала также обладательницей бронзовой награды мирового первенства.
Мужчины
Вольная борьба
| Категория | Спортсмены          | Первый раунд           | 1/8 финала                        | Четвертьфинал                    | Полуфинал                 | Финал                | Место |
| Категория | Спортсмены          | Соперник Результат     | Соперник Результат                | Соперник Результат               | Соперник Результат        | Соперник Результат   | Место |
| --------- | ------------------- | ---------------------- | --------------------------------- | -------------------------------- | ------------------------- | -------------------- | ----- |
| до 57 кг  | Асадулла Лачинов    | MARШакир Ансари В 4:1  | PRKЯн Гён Иль П 3:1               | Завершил выступление             | Завершил выступление      | Завершил выступление |       |
| до 86 кг  | Омаргаджи Магомедов | KAZАслан Кахидзе В 3:1 | USAДжейден Кокс П 3:1             | Завершил выступление             | Завершил выступление      | Завершил выступление |       |
| до 125 кг | Ибрагим Саидов      | -----                  | KAZДаулет Еркинулы Шабанбай В 3:0 | MGLЖаргалсайханы Чулуунбат В 3:1 | ARMЛеван Берианидзе В 3:1 | ---                  | 3     |

Греко-римская борьба
На Играх в Рио-де-Жанейро Джавид Гамзатов, благодаря удачной жеребьёвке, стартовал сразу со второго раунда соревнований в категории до 85 кг, где уверенно победил китайца Пэн Фэя. В четвертьфинале был побеждён австриец Амер Хрустанович. В полуфинале соперником Гамзатова стал фаворит соревнований действующий чемпион мира и Европы украинец Жан Беленюк. За всю схватку Джавид не смог набрать ни одного очка и уступил 0:6. В матче за третье место Гамзатов в упорном поединке одолел болгарина Николая Байрякова и стал обладателем бронзовой награды, став при этом единственным представителем сборной Белоруссии, кому удалось выиграть медаль в греко-римской борьбе.
| Соревнование | Спортсмены         | Первый раунд       | 1/8 финала            | Четвертьфинал                | Полуфинал                | 3-е место                 | Место |
| Соревнование | Спортсмены         | Соперник Результат | Соперник Результат    | Соперник Результат           | Соперник Результат       | Соперник Результат        | Место |
| ------------ | ------------------ | ------------------ | --------------------- | ---------------------------- | ------------------------ | ------------------------- | ----- |
| до 59 кг     | Сослан Дауров      | Не участвовал      | NORC.А. Берге П 0:3   | Завершил выступление         | Завершил выступление     | Завершил выступление      | 9     |
| до 85 кг     | Джавид Гамзатов    | не участвовал      | CHNПэн Фей В 3:0 (PO) | AUTА. Хрустанович В 4:0 (ST) | UKRЖ. Беленюк П 0:3 (PO) | За 3-е место              | 3     |
| до 85 кг     | Джавид Гамзатов    | не участвовал      | CHNПэн Фей В 3:0 (PO) | AUTА. Хрустанович В 4:0 (ST) | UKRЖ. Беленюк П 0:3 (PO) | BULН. Байряков В 3:1 (PP) | 3     |
| до 98 кг     | Тимофей Дейниченко | SWEФ. Шён П 1:3    | Завершил выступление  | Завершил выступление         | Завершил выступление     | Завершил выступление      | 17    |

Женщины
Вольная борьба
| Соревнование | Спортсмены        | Первый раунд       | 1/8 финала            | Четвертьфинал            | Полуфинал                | Финал                 | Место |
| Соревнование | Спортсмены        | Соперник Результат | Соперник Результат    | Соперник Результат       | Соперник Результат       | Соперник Результат    | Место |
| ------------ | ----------------- | ------------------ | --------------------- | ------------------------ | ------------------------ | --------------------- | ----- |
| до 63 кг     | Мария Мамошук     | не участвовала     | KAZЕ. Ларионова В 3:1 | SWEХенна Йоханссон В 3:1 | USAЕлена Пирожкова В 3:1 | JPNРисако Каваи П 3:0 | 2     |
| до 75 кг     | Василиса Марзалюк | не участвовала     | FRAК. Вескан В 5:0    | USAАделайн Грей В 3:1    | CHNЧжан Фэнлю П 3:1      | Завершила выступление | 4     |

### Велоспорт

#### Шоссейный велоспорт
Мужчины
| Соревнование     | Спортсмены        | Время      | Место | Отставание |
| ---------------- | ----------------- | ---------- | ----- | ---------- |
| групповая гонка  | Константин Сивцов | 6:30:05    | 49    | +20:00     |
| групповая гонка  | Василий Кириенко  | DNF        | DNF   | DNF        |
| раздельная гонка | Василий Кириенко  | 1:16:05,70 | 17    | +3:50,28   |
| раздельная гонка | Константин Сивцов | 1:18:58,75 | 25    | +6:43,33   |

Женщины
| Соревнование     | Спортсмены     | Время    | Место | Отставание |
| ---------------- | -------------- | -------- | ----- | ---------- |
| групповая гонка  | Алёна Омелюсик | 3:53:43  | 13    | +2:16      |
| раздельная гонка | Алёна Омелюсик | 46:05,73 | 11    | +1:39,31   |

#### Трековый велоспорт
Омниум
| Соревнование | Спортсмены       | Круг с хода | Круг с хода | Гонка по очкам | Гонка по очкам | Гонка с выбыванием | Гонка преследования | Гонка преследования | Скретч | Гит с места | Гит с места | Сумма очков | Итоговое место |
| Соревнование | Спортсмены       | Время       | Место       | Очки           | Место          | Место              | Время               | Место               | Место  | Время       | Место       | Сумма очков | Итоговое место |
| ------------ | ---------------- | ----------- | ----------- | -------------- | -------------- | ------------------ | ------------------- | ------------------- | ------ | ----------- | ----------- | ----------- | -------------- |
| женщины      | Татьяна Шаракова | 14.56       | 13          | 50             | 4              | 7                  | 3:37.20             | 10                  | 1      | 37.00       | 17          | 164         | 9              |

### Водные виды спорта

#### Плавание
В следующий раунд на каждой дистанции проходят спортсмены, показавшие лучший результат, независимо от места, занятого в своём заплыве.
Мужчины
| Дистанция                 | Спортсмены        | Предварительный раунд | Предварительный раунд | Предварительный раунд | Полуфинал            | Полуфинал            | Полуфинал            | Финал                | Финал                |
| Дистанция                 | Спортсмены        | Заплыв                | Результат             | Место                 | Заплыв               | Результат            | Место                | Результат            | Место                |
| ------------------------- | ----------------- | --------------------- | --------------------- | --------------------- | -------------------- | -------------------- | -------------------- | -------------------- | -------------------- |
| 100 метров вольным стилем | Евгений Цуркин    | 4                     | 49,37                 | 35                    | Завершил выступление | Завершил выступление | Завершил выступление | Завершил выступление | Завершил выступление |
| 100 метров баттерфляем    | Павел Санкович    | 4                     | 53,00                 | 28                    | Завершил выступление | Завершил выступление | Завершил выступление | Завершил выступление | Завершил выступление |
| 100 метров баттерфляем    | Евгений Цуркин    | 6                     | 53,24                 | 30                    | Завершил выступление | Завершил выступление | Завершил выступление | Завершил выступление | Завершил выступление |
| 100 метров на спине       | Никита Цмыг       | 5                     | 54,97                 | 29                    | Завершил выступление | Завершил выступление | Завершил выступление | Завершил выступление | Завершил выступление |
| 100 метров на спине       | Виктор Стаселович | 2                     | 55,68                 | 32                    | Завершил выступление | Завершил выступление | Завершил выступление | Завершил выступление | Завершил выступление |
| 200 метров на спине       | Никита Цмыг       | 2                     | 2:00,96               | 25                    | Завершил выступление | Завершил выступление | Завершил выступление | Завершил выступление | Завершил выступление |

Женщины
| Дистанция                 | Спортсмены            | Предварительный раунд | Предварительный раунд | Полуфинал             | Полуфинал             | Финал                 | Финал                 |
| Дистанция                 | Спортсмены            | Результат             | Место                 | Результат             | Место                 | Результат             | Место                 |
| ------------------------- | --------------------- | --------------------- | --------------------- | --------------------- | --------------------- | --------------------- | --------------------- |
| 50 метров вольным стилем  | Александра Герасименя | 24,42                 | 3 Q                   | 24,53                 | 8 Q                   | 24,11                 | 3                     |
| 50 метров вольным стилем  | Юлия Хитрая           | 25,18                 | 27                    | завершила выступление | завершила выступление | завершила выступление | завершила выступление |
| 100 метров вольным стилем | Александра Герасименя | 54,25                 | 13 Q                  | 54,34                 | 13                    | завершила выступление | завершила выступление |

#### Прыжки в воду
Мужчины
| Соревнование     | Спортсмены      | Предварительный раунд | Предварительный раунд | Полуфинал | Полуфинал | Финал     | Финал |
| Соревнование     | Спортсмены      | Результат             | Место                 | Результат | Место     | Результат | Место |
| ---------------- | --------------- | --------------------- | --------------------- | --------- | --------- | --------- | ----- |
| вышка, 10 метров | Вадим Каптур    |                       |                       |           |           |           |       |
| вышка, 10 метров | Евгений Королёв |                       |                       |           |           |           |       |

#### Синхронное плавание
По итогам квалификационного раунда в соревнованиях дуэтов в финал проходят 12 сильнейших сборных. В финале синхронистки исполняют только произвольную программу. Итоговая сумма складывается из результатов финальной произвольной программы и баллов, полученных дуэтами за техническую программу, исполненную в квалификационном раунде.
Белорусские синхронистки завоевали олимпийские лицензии по итогам квалификационного турнира, который прошёл в марте 2016 года в Рио-де-Жанейро. Путёвку для Белоруссии выиграли Ирина Лимановская и Вероника Есипович. Помощь в подготовке сборной к отборочному турниру оказывала самая титулованная синхронистка в истории россиянка Анастасия Давыдова.
| Соревнование | Спортсмены                          | Квалификация          | Квалификация          | Квалификация           | Квалификация           | Квалификация | Квалификация | Финал                  | Финал                  | Итоговый результат    | Итоговый результат |
| Соревнование | Спортсмены                          | Техническая программа | Техническая программа | Произвольная программа | Произвольная программа | Всего        | Всего        | Произвольная программа | Произвольная программа | Итоговый результат    | Итоговый результат |
| Соревнование | Спортсмены                          | Баллы                 | Место                 | Баллы                  | Место                  | Баллы        | Место        | Баллы                  | Место                  | Баллы                 | Место              |
| ------------ | ----------------------------------- | --------------------- | --------------------- | ---------------------- | ---------------------- | ------------ | ------------ | ---------------------- | ---------------------- | --------------------- | ------------------ |
| дуэты        | Ирина Лимановская Вероника Есипович | 78,9913               | 21                    | 79,000                 | 21                     | 157,9913     | 21           | Завершили выступление  | Завершили выступление  | Завершили выступление | 21                 |

### Гимнастика

#### Спортивная гимнастика
В квалификационном раунде проходил отбор, как в финал командного многоборья, так и в финалы личных дисциплин. В финал индивидуального многоборья отбиралось 24 спортсмена с наивысшими результатами, а в финалы отдельных упражнений по 8 спортсменов, причём в финале личных дисциплин страна не могла быть представлена более, чем 2 спортсменами. В командном многоборье в квалификации на каждом снаряде выступали по 4 спортсмена, а в зачёт шли три лучших результата. В финале командных соревнований на каждом снаряде выступало по три спортсмена и все три результата шли в зачёт.
Мужчины
Многоборья
| Соревнование      | Спортсмены        | Квалификация        | Квалификация | Квалификация | Квалификация   | Квалификация        | Квалификация | Квалификация | Квалификация | Финал               | Финал  | Финал  | Финал          | Финал               | Финал       | Финал  | Финал |
| Соревнование      | Спортсмены        | Вольные выступления | Конь         | Кольца       | Опорный прыжок | Параллельные брусья | Перекладина  | Всего        | Место        | Вольные выступления | Конь   | Кольца | Опорный прыжок | Параллельные брусья | Перекладина | Всего  | Место |
| ----------------- | ----------------- | ------------------- | ------------ | ------------ | -------------- | ------------------- | ------------ | ------------ | ------------ | ------------------- | ------ | ------ | -------------- | ------------------- | ----------- | ------ | ----- |
| личное многоборье | Андрей Лиховицкий | 14,200              | 15,233       | 13,866       | 13,966         | 14,900              | 14,600       | 86,765       | 16 Q         | 14,300              | 15,033 | 13,933 | 14,033         | 14,966              | 14,366      | 86,631 | 18    |

Индивидуальные упражнения
| Соревнование        | Спортсмены        | Квалификация | Квалификация | Финал                | Финал                |
| Соревнование        | Спортсмены        | Очки         | Место        | Очки                 | Место                |
| ------------------- | ----------------- | ------------ | ------------ | -------------------- | -------------------- |
| вольные упражнения  | Андрей Лиховицкий | 14,200       | 37           | Завершил выступление | Завершил выступление |
| конь                | Андрей Лиховицкий | 15,233       | 10           | Завершил выступление | Завершил выступление |
| кольца              | Андрей Лиховицкий | 13,866       | 51           | Завершил выступление | Завершил выступление |
| параллельные брусья | Андрей Лиховицкий | 14,900       | 32           | Завершил выступление | Завершил выступление |
| перекладина         | Андрей Лиховицкий | 14,600       | 27           | Завершил выступление | Завершил выступление |

Женщины
Многоборья
| Соревнование      | Спортсмены   | Квалификация   | Квалификация        | Квалификация | Квалификация       | Квалификация | Квалификация | Финал                 | Финал                 | Финал                 | Финал                 | Финал                 | Финал                 |
| Соревнование      | Спортсмены   | Опорный прыжок | Разновысокие брусья | Бревно       | Вольные упражнения | Всего        | Место        | Опорный прыжок        | Разновысокие брусья   | Бревно                | Вольные упражнения    | Всего                 | Место                 |
| ----------------- | ------------ | -------------- | ------------------- | ------------ | ------------------ | ------------ | ------------ | --------------------- | --------------------- | --------------------- | --------------------- | --------------------- | --------------------- |
| личное многоборье | Кайла Диксон | 13,866         | 12,833              | 10,333       | 10,766             | 47,798       | 58           | Завершила выступление | Завершила выступление | Завершила выступление | Завершила выступление | Завершила выступление | Завершила выступление |

Индивидуальные упражнения
| Соревнование        | Спортсмены   | Квалификация | Квалификация | Финал                 | Финал                 |
| Соревнование        | Спортсмены   | Очки         | Место        | Очки                  | Место                 |
| ------------------- | ------------ | ------------ | ------------ | --------------------- | --------------------- |
| разновысокие брусья | Кайла Диксон | 12,833       | 64           | Завершила выступление | Завершила выступление |
| бревно              | Кайла Диксон | 10,333       | 81           | Завершила выступление | Завершила выступление |
| вольные упражнения  | Кайла Диксон | 10,766       | 81           | Завершила выступление | Завершила выступление |

#### Прыжки на батуте
Мужчины
| Соревнование      | Спортсмены         | Квалификация | Квалификация | Финал  | Финал |
| Соревнование      | Спортсмены         | Очки         | Место        | Очки   | Место |
| ----------------- | ------------------ | ------------ | ------------ | ------ | ----- |
| личное первенство | Владислав Гончаров | 111,090      | 2 Q          | 61,745 | 1     |

Женщины
| Соревнование      | Спортсмены      | Квалификация | Квалификация | Финал  | Финал |
| Соревнование      | Спортсмены      | Очки         | Место        | Очки   | Место |
| ----------------- | --------------- | ------------ | ------------ | ------ | ----- |
| личное первенство | Татьяна Петреня | 104,515      | 1 Q          | 54,650 | 5     |
| личное первенство | Анна Горченок   | 100,275      | 6 Q          | 5,700  | 8     |

#### Художественная гимнастика
На Играх в Рио-де-Жанейро белорусская сборная будет представлена максимально возможным количеством спортсменок. Все олимпийские лицензии белорусские гимнастки завоевали по итогам чемпионата мира 2015 года. Помимо белоруссок такого результата смогли добиться только лидеры мировой художественной гимнастики сборная России.
Женщины
Участница Игр 2012 года Мелитина Станюта была близка к попаданию в число призёров в многоборье. Квалификационный раунд белорусская гимнастка прошла довольно уверенно, заняв четвёртое место. В финале в упражнении с обручем Станюта показала четвёртый результат, а с мячом и лентой была пятой. Шансов на попадание в число призёров Мелитина лишилась во время упражнения с булавами, уронив предмет дважды, в результате чего получила за это упражнение всего 16,633 балла. По итогам соревнований Станюта заняла 5-е место, отстав от бронзовой медалистки украинки Анны Ризатдиновой почти на 2,5 балла. Ещё одна белорусская гимнастка Екатерина Галкина достаточно ровно провела олимпийский финал и заняла 6-е место, проиграв Станюте 0,201 балла.
| Соревнование              | Спортсмены                                                                | Квалификация | Квалификация | Финал  | Финал |
| Соревнование              | Спортсмены                                                                | Очки         | Место        | Очки   | Место |
| ------------------------- | ------------------------------------------------------------------------- | ------------ | ------------ | ------ | ----- |
| индивидуальное многоборье | Мелитина Станюта                                                          | 72,575       | 4 Q          | 71,133 | 5     |
| индивидуальное многоборье | Екатерина Галкина                                                         | 70,132       | 9 Q          | 70,932 | 6     |
| групповое многоборье      | Анна Дуденкова Мария Кадобина Мария Котяк Валерия Пищелина Арина Цицилина | 35,433       | 3 Q          | 35,299 | 5     |

### Гребля на байдарках и каноэ

#### Гребля на гладкой воде
Женщины
| Соревнование                  | Спортсмены                                                       | Предварительный раунд | Предварительный раунд | Предварительный раунд | Полуфинал | Полуфинал | Полуфинал | Финал    | Финал | Итоговое место |
| Соревнование                  | Спортсмены                                                       | Заплыв                | Время                 | Место                 | Заплыв    | Время     | Место     | Время    | Место | Итоговое место |
| ----------------------------- | ---------------------------------------------------------------- | --------------------- | --------------------- | --------------------- | --------- | --------- | --------- | -------- | ----- | -------------- |
| байдарки-одиночки, 500 метров | Марина Литвинчук                                                 | 2                     | 1:53.966              | 2 (q)                 | 1         | 1:55.641  | 1 (q)     | 1:54.474 | 4     | 4              |
| байдарки-двойки, 500 метров   | Надежда Лепешко Марина Литвинчук                                 |                       |                       |                       |           |           |           |          |       |                |
| байдарки-четвёрки, 500 метров | Маргарита Махнёва Надежда Лепешко Ольга Худенко Марина Литвинчук |                       |                       |                       |           |           |           |          |       |                |

### Дзюдо
Соревнования по дзюдо проводились по системе с выбыванием. В утешительные раунды попадали спортсмены, проигравшие полуфиналистам турнира. Два спортсмена, одержавших победу в утешительном раунде, в поединке за бронзу сражались с дзюдоистами, проигравшими в полуфинале.
Мужчины
| Категория | Спортсмены      | 1/32 финала        | 1/16 финала             | 1/8 финала           | Четвертьфинал        | Полуфинал            | Финал                | Место |
| Категория | Спортсмены      | Соперник Результат | Соперник Результат      | Соперник Результат   | Соперник Результат   | Соперник Результат   | Соперник Результат   | Место |
| --------- | --------------- | ------------------ | ----------------------- | -------------------- | -------------------- | -------------------- | -------------------- | ----- |
| до 66 кг  | Дмитрий Шершань | Не участвовал      | UZBР. Собиров П 000:001 | Завершил выступление | Завершил выступление | Завершил выступление | Завершил выступление | 17    |

Женщины
| Категория | Спортсмены     | 1/16 финала         | 1/8 финала            | Четвертьфинал         | Полуфинал             | Финал                 | Место |
| Категория | Спортсмены     | Соперник Результат  | Соперник Результат    | Соперник Результат    | Соперник Результат    | Соперник Результат    | Место |
| --------- | -------------- | ------------------- | --------------------- | --------------------- | --------------------- | --------------------- | ----- |
| до 52 кг  | Дарья Скрыпник | GERМ. Кре П 001:011 | Завершила выступление | Завершила выступление | Завершила выступление | Завершила выступление | 17    |

### Лёгкая атлетика
Мужчины
Шоссейные дисциплины
| Дисциплина              | Спортсмен         | Время   | Место |
| ----------------------- | ----------------- | ------- | ----- |
| марафон                 | Степан Роговцев   |         |       |
| марафон                 | Владислав Прямов  |         |       |
| ходьба на 20 километров | Александр Ляхович | 1:25,04 | 43    |
| ходьба на 20 километров | Денис Симанович   | DNF     | DNF   |
| ходьба на 50 километров | Иван Троцкий      | DNF     | DNF   |

Технические дисциплины
| Дисциплина      | Спортсмен              | Квалификация | Квалификация | Финал                | Финал                |
| Дисциплина      | Спортсмен              | Результат    | Место        | Результат            | Место                |
| --------------- | ---------------------- | ------------ | ------------ | -------------------- | -------------------- |
| прыжок в длину  | Константин Боричевский | 7,67         | 23           | завершил выступление | завершил выступление |
| прыжок в высоту | Андрей Чурило          | 2,22         | 30           | завершил выступление | завершил выступление |
| прыжок в высоту | Дмитрий Набоков        | 2,17         | 43           | завершил выступление | завершил выступление |
| тройной прыжок  | Дмитрий Плотницкий     | 16,52        | 19           | завершил выступление | завершил выступление |
| тройной прыжок  | Максим Нестеренко      | 16,52        | 20           | завершил выступление | завершил выступление |
| тройной прыжок  | Артём Бондаренко       | 15,34        | 37           | завершил выступление | завершил выступление |
| метание молота  | Иван Тихон             | 76,51        | 2 (q)        | 77,79                | 2                    |
| метание молота  | Павел Борейша          | 73,33        | 13           | завершил выступление | завершил выступление |
| метание молота  | Сергей Коломоец        | 74,29        | 8 (q)        | 74,29                | 9                    |

Женщины
Беговые дисциплины
| Дисциплина                         | Спортсмен            | Предварительный раунд | Предварительный раунд | Полуфиналы            | Полуфиналы            | Финал                 | Финал                 |
| Дисциплина                         | Спортсмен            | Время                 | Место                 | Время                 | Место                 | Время                 | Место                 |
| ---------------------------------- | -------------------- | --------------------- | --------------------- | --------------------- | --------------------- | --------------------- | --------------------- |
| бег на 800 метров                  | Марина Арзамасова    | 1,58,44 SB            | 2 (Q)                 | 1,58,87               | 4 (q)                 | 1,59,10               | 7                     |
| бег на 800 метров                  | Юлия Король          | 2,01,09 PB            | 34                    | завершила выступление | завершила выступление | завершила выступление | завершила выступление |
| бег на 3000 метров с препятствиями | Светлана Куделич     | 9,32,93 SB            | 22                    | завершила выступление | завершила выступление | завершила выступление | завершила выступление |
| бег на 3000 метров с препятствиями | Анастасия Пузакова   | 10,14,08              | 50                    | завершила выступление | завершила выступление | завершила выступление | завершила выступление |
| бег на 100 метров с барьерами      | Алина Талай          | 12,74                 | 4 (Q)                 | 13,66                 | 21                    | завершила выступление | завершила выступление |
| бег на 100 метров с барьерами      | Екатерина Поплавская | 13,45                 | 44                    | завершила выступление | завершила выступление | завершила выступление | завершила выступление |
| бег на 400 метров с барьерами      | Екатерина Беланович  | 56,55                 | 24                    | завершила выступление | завершила выступление | завершила выступление | завершила выступление |

Шоссейные дисциплины
| Дисциплина              | Спортсмен         | Время   | Место |
| ----------------------- | ----------------- | ------- | ----- |
| марафон                 | Ольга Мазурёнок   | 2:24,48 | 5     |
| марафон                 | Марина Доманцевич | 2:37,34 | 45    |
| марафон                 | Анастасия Иванова | DNF     | DNF   |
| ходьба на 20 километров | Анастасия Яцевич  | 1:32,53 | 17    |

Технические дисциплины
| Дисциплина      | Спортсмен         | Квалификация | Квалификация | Финал                 | Финал                 |
| Дисциплина      | Спортсмен         | Результат    | Место        | Результат             | Место                 |
| --------------- | ----------------- | ------------ | ------------ | --------------------- | --------------------- |
| прыжок в длину  | Ольга Сударева    | 6,29         | 26           | завершила выступление | завершила выступление |
| тройной прыжок  | Наталья Вяткина   | 13,25        | 35           | завершила выступление | завершила выступление |
| тройной прыжок  | Ирина Васьковская | 13,35        | 31           | завершила выступление | завершила выступление |
| прыжки с шестом | Ирина Яколцевич   | 4,15         | 34           | завершила выступление | завершила выступление |
| толкание ядра   | Елена Абрамчук    | 17,78        | 11 (q)       | 17,37                 | 11                    |
| толкание ядра   | Алёна Дубицкая    | 17,76        | 12 (q)       | 18,23                 | 8                     |
| толкание ядра   | Юлия Леонтюк      | 17,66        | 17           | завершила выступление | завершила выступление |
| метание копья   | Татьяна Холодович | 63,78        | 5 (Q)        | 64,60                 | 5                     |
| метание копья   | Татьяна Корж      | 56,16        | 26           | завершила выступление | завершила выступление |
| метание молота  | Анна Малыщик      | 71,12        | 7 (q)        | 71,90                 | 7                     |
| метание молота  | Елена Соболева    | 67,06        | 20           | завершила выступление | завершила выступление |

### Настольный теннис
Соревнования по настольному теннису проходили по системе плей-офф. Каждый матч продолжается до тех пор, пока один из теннисистов не выигрывает 4 партии. Сильнейшие 16 спортсменов начинали соревнования с третьего раунда, следующие 16 по рейтингу стартовали со второго раунда.
Мужчины
| Соревнование     | Спортсмены            | Квалификация       | Первый раунд       | Второй раунд       | Третий раунд              | 1/8 финала           | 1/4 финала              | Полуфинал          | Матч за 3-е место     | Место |
| Соревнование     | Спортсмены            | Соперник Результат | Соперник Результат | Соперник Результат | Соперник Результат        | Соперник Результат   | Соперник Результат      | Соперник Результат | Соперник Результат    | Место |
| ---------------- | --------------------- | ------------------ | ------------------ | ------------------ | ------------------------- | -------------------- | ----------------------- | ------------------ | --------------------- | ----- |
| одиночный разряд | Владимир Самсонов (7) | не участвовал      | не участвовал      | не участвовал      | SWEК. Карлссон (20) В 4:2 | GBRП. Дринкхол В 4:2 | GERД. Овчаров (3) В 4:2 | CHNЧ. Цзикэ П 1:4  | JPNД. Мидзутани П 1:4 | 4     |

Женщины
| Соревнование     | Спортсмены           | Квалификация       | Первый раунд          | Второй раунд               | Третий раунд          | 1/8 финала            | 1/4 финала            | Полуфинал             | Финал                 | Место                 |
| Соревнование     | Спортсмены           | Соперник Результат | Соперник Результат    | Соперник Результат         | Соперник Результат    | Соперник Результат    | Соперник Результат    | Соперник Результат    | Соперник Результат    | Место                 |
| ---------------- | -------------------- | ------------------ | --------------------- | -------------------------- | --------------------- | --------------------- | --------------------- | --------------------- | --------------------- | --------------------- |
| одиночный разряд | Виктория Павлович    | не участвовала     | NGRО. Эдем В 4:1      | RUSП. Михайлова (22) В 4:2 | TPEЧэн Ичин (7) П 3:4 | завершила выступление | завершила выступление | завершила выступление | завершила выступление | завершила выступление |
| одиночный разряд | Александра Привалова | не участвовала     | IRIН. Шахсавари В 4:3 | TPEЧэнь Сыюй (23) П 2:4    | завершила выступление | завершила выступление | завершила выступление | завершила выступление | завершила выступление | завершила выступление |

### Парусный спорт
Соревнования по парусному спорту в каждом из классов состояли из 10 гонок, за исключением класса 49-й, где проводилось 12 заездов. В каждой гонке спортсмены начинали заплыв с общего старта. Победителем каждой из гонок становился экипаж, первым пересекший финишную черту. Количество очков, идущих в общий зачёт, соответствовало занятому командой месту. 10 лучших экипажей по результатам 10 заплывов попадали в медальную гонку, результаты которой также шли в общий зачёт. В медальной гонке, очки, полученные экипажем удваивались. В случае если участник соревнований не смог завершить гонку ему начислялось количество очков, равное количеству участников плюс один. При итоговом подсчёте очков не учитывался худший результат, показанный экипажем в одной из гонок. Сборная, набравшая наименьшее количество очков, становится олимпийским чемпионом.
Мужчины
| Класс | Спортсмены    | Гонка | Гонка | Гонка | Гонка | Гонка | Гонка | Гонка | Гонка | Гонка | Гонка | Гонка | Гонка | Гонка | Очки  | Место |
| Класс | Спортсмены    | 1     | 2     | 3     | 4     | 5     | 6     | 7     | 8     | 9     | 10    | 11    | 12    | M     | Очки  | Место |
| ----- | ------------- | ----- | ----- | ----- | ----- | ----- | ----- | ----- | ----- | ----- | ----- | ----- | ----- | ----- | ----- | ----- |
| RS:X  | Никита Циркун | 23.0  | 27.0  | 25.0  | 16.0  | 8.0   | 32.0  | 16.0  | 19.0  | 22.0  | 24.0  | 18.0  | 17.0  | -     | 215.0 | 22    |

Женщины
| Класс        | Спортсмены                      | Гонка | Гонка | Гонка | Гонка | Гонка | Гонка | Гонка | Гонка | Гонка | Гонка | Гонка         | Гонка         | Гонка | Очки  | Место |
| Класс        | Спортсмены                      | 1     | 2     | 3     | 4     | 5     | 6     | 7     | 8     | 9     | 10    | 11            | 12            | M     | Очки  | Место |
| ------------ | ------------------------------- | ----- | ----- | ----- | ----- | ----- | ----- | ----- | ----- | ----- | ----- | ------------- | ------------- | ----- | ----- | ----- |
| Лазер Радиал | Дроздовская, Татьяна Евгеньевна | 22.0  | 10.0  | 5.0   | 13.0  | 25.0  | 17.0  | 26.0  | 30.0  | 13.0  | 6.0   | Не проводится | Не проводится | -     | 137.0 | 19    |

### Современное пятиборье
Современное пятиборье включает в себя: стрельбу, плавание, фехтование, верховую езду и бег. Как и на предыдущих Играх бег и стрельба были объединены в один вид — комбайн. В комбайне спортсмены стартовали с гандикапом, набранным за предыдущие три дисциплины (4 очка = 1 секунда). Олимпийским чемпионом становится спортсмен, который пересекает финишную линию первым.
Женщины
| Соревнование      | Спортсмены           | Фехтование | Фехтование | Фехтование | Плавание | Плавание | Плавание | Верховая езда | Верховая езда | Верховая езда | Комбайн | Комбайн | Комбайн | Всего     | Всего |
| Соревнование      | Спортсмены           | Побед      | Очки       | Место      | Время    | Очки     | Место    | Штраф         | Очки          | Место         | Время   | Очки    | Место   | Результат | Место |
| ----------------- | -------------------- | ---------- | ---------- | ---------- | -------- | -------- | -------- | ------------- | ------------- | ------------- | ------- | ------- | ------- | --------- | ----- |
| личное первенство | Анастасия Прокопенко |            |            |            |          |          |          |               |               |               |         |         |         |           |       |

### Стрельба
В январе 2013 года Международная федерация спортивной стрельбы приняла новые правила проведения соревнований на 2013—2016 года, которые, в частности, изменили порядок проведения финалов. Во многих дисциплинах спортсмены, прошедшие в финал, теперь начинают решающий раунд без очков, набранных в квалификации, а финал проходит по системе с выбыванием. Также в финалах после каждого раунда стрельбы из дальнейшей борьбы выбывает спортсмен с наименьшим количеством баллов. В скоростном пистолете решающие поединки проходят по системе попал-промах. В стендовой стрельбе добавился полуфинальный раунд, где определяются по два участника финального матча и поединка за третье место.
Мужчины
| Соревнование                          | Спортсмены       | Квалификация | Квалификация | Полуфинал     | Полуфинал     | Финал                | Финал                |
| Соревнование                          | Спортсмены       | Результат    | Место        | Результат     | Место         | Результат            | Место                |
| ------------------------------------- | ---------------- | ------------ | ------------ | ------------- | ------------- | -------------------- | -------------------- |
| пневматическая винтовка, 10 метров    | Илья Чергейко    | 625,5        | 8 Q          | не проводится | не проводится | 121,6                | 6                    |
| пневматическая винтовка, 10 метров    | Виталий Бубнович | 622,9        | 17           | не проводится | не проводится | завершил выступление | завершил выступление |
| винтовка лёжа, 50 метров              | Виталий Бубнович | 626,2        | 4 Q          | не проводится | не проводится | 144,2                | 5                    |
| винтовка лёжа, 50 метров              | Юрий Щербацевич  | 622,1        | 18           | не проводится | не проводится | завершил выступление | завершил выступление |
| винтовка из трёх положений, 50 метров | Илья Чергейко    | 1166         | 31           | не проводится | не проводится | завершил выступление | завершил выступление |
| винтовка из трёх положений, 50 метров | Юрий Щербацевич  | 1170         | 18           | не проводится | не проводится | завершил выступление | завершил выступление |

Женщины
| Соревнование                       | Спортсмены     | Квалификация | Квалификация | Полуфинал             | Полуфинал             | Финал                 | Финал                 |
| Соревнование                       | Спортсмены     | Результат    | Место        | Результат             | Место                 | Результат             | Место                 |
| ---------------------------------- | -------------- | ------------ | ------------ | --------------------- | --------------------- | --------------------- | --------------------- |
| пневматический пистолет, 10 метров | Виктория Чайка | 380          | 16           | не проводится         | не проводится         | завершила выступление | завершила выступление |
| пистолет, 25 метров                | Виктория Чайка | 575          | 24           | завершила выступление | завершила выступление | завершила выступление | завершила выступление |

### Стрельба из лука
Мужчины
| Соревнование              | Спортсмены     | Квалификация | Квалификация | 1/32 финала          | 1/16 финала          | 1/8 финала           | Четвертьфинал        | Полуфинал            | Финал                | Место |
| Соревнование              | Спортсмены     | Результат    | Место        | Соперник Результат   | Соперник Результат   | Соперник Результат   | Соперник Результат   | Соперник Результат   | Соперник Результат   | Место |
| ------------------------- | -------------- | ------------ | ------------ | -------------------- | -------------------- | -------------------- | -------------------- | -------------------- | -------------------- | ----- |
| индивидуальное первенство | Антон Прилепов | 643          | 52           | CHIР. Сото П 510:610 | завершил выступление | завершил выступление | завершил выступление | завершил выступление | завершил выступление | 33    |

### Теннис
Мужчины
| Соревнование  | Спортсмены                    | Первый раунд                      | Второй раунд          | Четвертьфинал         | Полуфинал             | Финал                 | Место                 |
| Соревнование  | Спортсмены                    | Соперник Результат                | Соперник Результат    | Соперник Результат    | Соперник Результат    | Соперник Результат    | Место                 |
| ------------- | ----------------------------- | --------------------------------- | --------------------- | --------------------- | --------------------- | --------------------- | --------------------- |
| парный разряд | Александр Бурый Максим Мирный | AUTО. Марах / А. Пейя П 64:7, 5:7 | Завершили выступление | Завершили выступление | Завершили выступление | Завершили выступление | Завершили выступление |

### Тхэквондо
Соревнования по тхэквондо проходят по системе с выбыванием. Для победы в турнире спортсмену необходимо одержать 4 победы. Тхэквондисты, проигравшие по ходу соревнований будущим финалистам, принимают участие в утешительном турнире за две бронзовые медали.
Первую в истории Белоруссии олимпийскую лицензию по тхэквондо завоевал Арман-Маршалл Силла, который занял второе место по итогам европейского олимпийского квалификационного турнира. Силла стал вторым в категории свыше 87 кг, уступив в финале британцу Махаме Чо.
Мужчины
| Категория   | Спортсмены          | Первый раунд          | Четвертьфинал        | Полуфинал            | Финал                | Место                |
| Категория   | Спортсмены          | Соперник Результат    | Соперник Результат   | Соперник Результат   | Соперник Результат   | Место                |
| ----------- | ------------------- | --------------------- | -------------------- | -------------------- | -------------------- | -------------------- |
| свыше 80 кг | Арман-Маршалл Силла | Чха Дон Мин (KOR) DSQ | Завершил выступление | Завершил выступление | Завершил выступление | Завершил выступление |

### Тяжёлая атлетика
Мужчины
| Категория    | Спортсмены         | Вес    | Рывок | Рывок | Рывок | Толчок | Толчок | Толчок | Всего | Место |
| Категория    | Спортсмены         | Вес    | 1     | 2     | 3     | 1      | 2      | 3      | Всего | Место |
| ------------ | ------------------ | ------ | ----- | ----- | ----- | ------ | ------ | ------ | ----- | ----- |
| до 85 кг     | Пётр Асаёнок       | 84,24  | 165   | 170   | 173   | 201    | 207    | 215    | 377   | 6     |
| до 85 кг     | Павел Ходасевич    | 84,47  | 166   | 170   | 173   | 195    | 201    | 201    | 365   | 7     |
| до 94 кг     | Александр Берсанов | 93,57  | 167   | 173   | 177   | 208    | 214    | 215    | 381   | 8     |
| до 94 кг     | Вадим Стрельцов    | 93,70  | 175   | 179   | 180   | 220    | 230    | 230    | 395   | 2     |
| свыше 105 кг | Алексей Мжачук     | 135,60 | 180   | 187   | 187   | 215    | 220    | 224    | 411   | 12    |

Женщины
| Категория | Спортсмены          | Вес   | Рывок | Рывок | Рывок | Толчок | Толчок | Толчок | Всего | Место |
| Категория | Спортсмены          | Вес   | 1     | 2     | 3     | 1      | 2      | 3      | Всего | Место |
| --------- | ------------------- | ----- | ----- | ----- | ----- | ------ | ------ | ------ | ----- | ----- |
| до 69 кг  | Дарья Почобут       | 66,88 | 105   | 105   | 108   | 126    | 132    | 137    | 237   | 6     |
| до 69 кг  | Анастасия Михаленко | 67,23 | 103   | 103   | 103   | —      | —      | —      | DNF   | —     |
| до 75 кг  | Дарья Наумова       | 74,63 | 107   | 112   | 116   | 136    | 139    | 142    | 258   | 2     |

### Фехтование
В индивидуальных соревнованиях спортсмены сражаются три раунда по три минуты, либо до того момента, как один из спортсменов нанесёт 15 уколов. В командных соревнованиях поединок идёт 9 раундов по 3 минуты каждый, либо до 45 уколов. Если по окончании времени в поединке зафиксирован ничейный результат, то назначается дополнительная минута до «золотого» укола.
Мужчины
| Соревнование         | Спортсмены              | 1/32 финала        | 1/16 финала                    | 1/8 финала                | Четвертьфинал        | Полуфинал            | Финал                | Место |
| Соревнование         | Спортсмены              | Соперник Результат | Соперник Результат             | Соперник Результат        | Соперник Результат   | Соперник Результат   | Соперник Результат   | Место |
| -------------------- | ----------------------- | ------------------ | ------------------------------ | ------------------------- | -------------------- | -------------------- | -------------------- | ----- |
| индивидуальная сабля | Александр Буйкевич (13) | не проводится      | CANД. Полоссифакис (20) В 15:6 | HUNА. Силадьи (4) П 12:15 | завершил выступление | завершил выступление | завершил выступление | 12    |